# Iwaki
Iwaki (いわき市, Iwaki-shi) és una ciutat de la prefectura de Fukushima, al Japó.
El 2015 tenia una població estimada de 333.802 habitants. Té una àrea total de 1.231,35 km², fet que la converteix en la desena ciutat del Japó.

## Geografia
Iwaki està situada a la cantonada sud-est de la prefectura de Fukushima, i n'és la ciutat més gran en àrea. Fa frontera pel sud amb la prefectura d'Ibaraki.

## Història
L'actual ciutat d'Iwaki fou establerta l'1 d'octubre de 1966 com a resultat de la fusió de 14 municipalitats. L'1 d'abril de 1999 fou designada ciutat-nucli del Japó. Els rius Natsuigawa, Samegawa, Yoshimagawa i Fujiwara neixen a la zona muntanyosa de l'oest de la ciutat i creuen el municipi fins a desembocar a l'oceà Pacífic.